# Gorajowice (województwo podkarpackie)
Gorajowice – wieś w Polsce położona w województwie podkarpackim, w powiecie jasielskim, w gminie Jasło.
| SIMC    | Nazwa      | Rodzaj    |
| ------- | ---------- | --------- |
| 0352822 | Banasiówka | część wsi |
| 0352839 | Pod Lasem  | część wsi |

Znaczna część przedwojennych Gorajowic została włączona do miasta Jasła. W latach 1975–1998 miejscowość administracyjnie należała do województwa krośnieńskiego.

## Nazwa
Nazwa miejscowości pochodzi od właścicieli z rodu Gorajskich (Iwonia z Goraja, Piotr z Goraja, Dymitr z Goraja), którzy mieli tu swoje posiadłości w XIII i XIV w.{ Pierwsze wzmianki o osadzie pojawiają się w 1185 roku, w fundacji komesa Mikołaja Bogorii dla klasztoru w Koprzywnicy. Nazwę osady potwierdza także dokument Bolesława Wstydliwego z 1277 roku, zatwierdzający posiadłości cystersów koprzywnickich.

## Historia
W 1474 roku Gorajowice zostały zniszczone przez najazd węgierski i zwolnione z obowiązku uiszczania podatków na okres pięciu lat. 
We wsi istniał renesansowy dwór obronny, który był pierwotnie siedzibą wójta. Przejął go później wraz z urzędem wójtowskim starosta jasielski Brodecki, który wcześniej rezydował w Kocim Zamku w centrum Jasła. Pozostałości tego dworu zachowały się w piwnicach obecnego pałacu z przełomu XIX/XX w.
Dwór był kolejno siedzibą rodów ziemskich Piegłowskich, Piotrowskich, Trzecieskich, Łętowskich i Riegerów jako właścicieli gorajowickiego folwarku. Pod koniec XIX w. majątek kupił Tadeusz Sroczyński, działacz i przemysłowiec naftowy. W latach 1901–1945 właścicielami wsi byli Marian i Izabela Sroczyńscy, którzy jako bezdzietni nie pozostawili po sobie spadkobierców. Dziedzic gorajowicki był ojcem chrzestnym bohatera narodowego mjra Henryka Dobrzańskiego „Hubala”, który przyszedł na świat w Jaśle w 1897 roku (informacje o jego urodzeniu w pałacu są mylne, ponieważ według relacji ówczesnych właścicieli pałac znajdował się wówczas w remoncie i nie był zamieszkany). Neogotycki pałac Sroczyńskich zbudowany został w 1858 przez przedwojennych właścicieli wsi Gorajec.

### Czasy współczesne
Po wojnie na terenie majątku dworskiego utworzono państwowe gospodarstwo rolne (PGR). Pałac przekształcono w latach czterdziestych na siedzibę NKWD, później UB, a następnie na szpital. Po wybudowaniu nowego budynku szpitala w pałacu znajduje się Zespół Szkół Medycznych. Powstała też dzielnica domków jednorodzinnych.
W Gorajcu zaś została ufundowana kapliczka przez rodzinę Sroczyńskich (obecnie znajduje się w tamtejszych lasach).
W latach 1990–2000 powstało też osiedle bloków Jasielskiej Spółdzielni Mieszkaniowej.
Na wzgórzu w Gorajowicach znajduje się też nadajnik Radia FAN.
31 grudnia 1961 część Gorajowic (190 ha) włączono do Jasła. Kolejną część Gorajowic (5 ha) do Jasła włączono 1 lutego 1977.

## Turystyka
- – Gorajowice – Babia Góra (387 m n.p.m.) – Warzyce